# Felicia Lang
Felicia Lang is een personage uit de Amerikaanse televisieserie Prison Break. Ze is een van de FBI-agenten die Alexander Mahone helpt met de zaak van de Foxriver Eight. Ze wordt gespeeld door Barbara Eve Harris.